# 扎賓卡區
扎賓卡區（羅馬化：Zhabinkovskiy rayon）是白俄羅斯西南部布列斯特州的一個區，行政中心为扎賓卡，面積684.17平方公里，2009年人口25,031，人口密度每平方公里36.6人。